# 第10回東京音楽祭
第10回東京音楽祭（だいじっかいとうきょうおんがくさい、10th Tokyo Music Festival）は、10回目の東京音楽祭である。1981年3月29日、日本武道館にて世界大会が開かれた。東京放送開局30周年記念事業の一環。
- 第9回東京音楽祭 - 第10回東京音楽祭 - 第11回東京音楽祭

## 概要
11/1から12/19の期間中に世界各国からの応募曲（13ヶ国、30曲）からテープ審査の結果、海外15曲、日本から5組、計20曲が参加した。
ノーランズ（イギリス）がグランプリに輝いた。また、「もういちど」のビリー&ビーターズは楽曲の良さを非常に評価され、「微笑と涙」のジャーメイン・ジャクソンと共にグランプリ次点の金賞に輝いた。この曲は当初は小ヒットに収まったものの、5年後に全米No.1ヒットとなり面目躍如となった。
10回記念大会であるため、大物ゲストが当初3組予定され、スティービー・ワンダー、ペリー・コモと同様にエンゲルベルト・フンパーティングも当初ゲストショーを行う予定であったが、3時間の特別枠（通常は2時間）でも収まり切らないと判断され、歌の披露は編成段階で無くなった。

## 司会者
- 土居まさる
- 伊東ゆかり

## スペシャルゲスト
- 第1部・スティービー・ワンダー
- 第2部・ペリー・コモ

## 審査員
- 服部良一（審査委員長）
- 伊奈一男（評論家）
- 岡野弁（ミュージックラボ社長）
- アウグスト・アウゲロ（FIDOF名誉会長）スペイン
- ダニー・オドノヴァン（ダニーオドノヴァンエンタープライズ社長）イギリス
- サルヴァトーレ・T・キャンティア（MCAミュージック社長）アメリカ
- ボブ・オースティン（レコードワールド社長）アメリカ
- トニー・スコッティー（スコッティーブラザーズ会長）アメリカ
- ウィリアム・ワードロー（ビルボード誌協同発行人）アメリカ
- ベッティ・ベニーテス（フィリピン文化庁理事）フィリピン
- サミー・カーン（作詞家）アメリカ
- アラン・ファンタピエ（フランス内閣国語普及審議会会長）フランス
- エンゲルベルト・フンパーディンク（歌手）イギリス
- プリシラ・プレスリー（タレント）アメリカ
- シルヴィ・バルタン（歌手）フランス

## 世界大会エントリー
参加20曲（出場順）
| 曲順 | エントリー歌手                                      | 参加楽曲                                          | 賞                     | 国             |
| ---- | --------------------------------------------------- | ------------------------------------------------- | ---------------------- | -------------- |
| 1    | シューディ Shoody                                   | 「東京メロディー」 Tokyo Melody                   | 銀賞                   | モザンビーク   |
| 2    | レスリー・マッコーエン Leslie McKeown               | 「恋はテンダリー」 Tender Love                    |                        | イギリス       |
| 3    | ジャネット・バスコ Janet Basco                      | 「恋のビギニング」 I've Never Been In Love Before |                        | シンガポール   |
| 4    | 岩崎宏美                                            | 「恋待草」                                        | 銀賞                   | 日本           |
| 5    | ローヤル・ガーナー Loyal Garner                     | 「愛の涙」 I Don't Want To Go Away                |                        | アメリカハワイ |
| 6    | ラム/林子祥 George Lam                              | 「デリバー」Deliver                               |                        | ホンコン       |
| 7    | ランディ・クロフォード Randy Crawford               | 「愛ふたたび」 One Day I'll Fly Away              | 特別歌唱賞             | アメリカ       |
| 8    | ノーランズ The Nolans                               | 「セクシー・ミュージック」 Sexy Music             | グランプリ             | イギリス       |
| 9    | しばたはつみ                                        | 「ショー・ミー・ザ・ウェイ」 Show Me The Way      | 特別歌唱賞             | 日本           |
| 10   | ユン・シネ Yeon-Si Nae                              | 「雨は幻」 You, Only You                          |                        | 韓国           |
| 11   | ベッシー Bessy                                      | 「ト・シ・ヒ・コ Toshihiko」                      | 銀賞                   | ギリシャ       |
| 12   | ザ・マンハッタンズ The Manhattans                   | 「涙のアベニュー」 I'll Never Find Another You    | 銀賞                   | アメリカ       |
| 13   | 山下久美子                                          | 「恋のミッドナイト・DJ」                          |                        | 日本           |
| 14   | ビリー・アンド・ビーターズ Billy Vera & The Beaters | 「もういちど」 At This Moment                     | 金賞                   | アメリカ       |
| 15   | ジャーメイン・ジャクソン Jermaine LaJaune Jackson   | 「微笑と涙」 First You Laugh, Then You Cry        | 金賞                   | アメリカ       |
| 16   | SKY                                                 | 「君にクラクラ」                                  | 外国審査員団賞         | 日本           |
| 17   | ベッカ Becca Godinez                                | 「愛の鎖」 Chains Of Love                         |                        | フィリピン     |
| 18   | テリー・デサリオ Teri DeSario                       | 「愛の告白」 All I WOnna Do                       |                        | アメリカ       |
| 19   | もんた&ブラザーズ                                   | 「ウィンド&レイニーディ」                         | スティビー・ワンダー賞 | 日本           |
| 20   | カン・ボクソン/关牧村 Guan-Mu Chun                  | 「愛のつばさ」 No Place For My Love To Belong     | （病気による欠場       | 中国           |

## エピソード
- ベッカの「愛の鎖」はオーディオメーカーCMタイアップ曲。同じくSONYウォークマンCMで大ヒットしたテリー・デサリオもこの大会に参加。またSKYの「君に、クラクラ」も東京音楽祭恒例・カネボウ化粧品キャンペーンソング歌手（今回はキャンペーンソング自体が参加曲）である。
- 日本作品を歌うのは、「東京メロディー（作詞／クレッグ・スター、作曲編曲／林哲司）」のシューディー、「トシヒコ（作詞／竜真知子、作曲／服部清、編曲／渡辺茂樹）」のベッシー、「愛の鎖（作詞／ベッカ・コディネス、作曲編曲／井上艦）」のベッカ、「恋はテンダリー（作詞／レスリー・マッコーエン、作曲編曲／小田裕一郎）」のレスリー・マッコーエン、「愛のつばさ（作詞／王均時・奈良橋陽子、作曲／タケカワユキヒデ、編曲／ミッキー吉野）」のカン・ボクソン、「恋のビギニング（作詞／渋谷祐子、作曲／ロス・マッコーレー、編曲／前田憲男）」と、この回は非常に多く、出場20組のうち日本人参加を含め半数以上の11作品が日本製ポップスであった。
- 中国から初参加となった中国を代表するソプラノ歌手カン・ボクソンは、結局病欠理由で不参加となる。作品はゴダイゴのタケカワ・ユキヒデ作で、この大会前の中国での音楽友好イベントでは彼女とともに歌っている。大会当日は、司会の土居まさるから病欠という理由で来日できなくなったと報告された。
- ベイ・シティ・ローラーズのレスリー・マッコーエンと4人姉妹ノーランズは、ともにイギリスからの参加であったが、ノーランズはグランプリ、レスリーは無冠と、新旧アイドルポップスの移り変わりが如実に反映された大会でもあった。
- 大会終了後の恒例サヨナラパーティーにて、スティービー・ワンダーが「気分がいいから歌わせてくれ」との要請で、先程までパーティー用のバンドが使っていた楽器で急遽スティービーのショーに。大会でスティービー賞を受賞したもんた&ブラザーズのアメリカ人ドラマーが加わり演奏も。この模様は一部生放送されている。
- アジアからの参加は、前回まで、韓国、フィリピン、ホンコンのみであったが、この10回大会では、シンガポール、中国が加わっており、後のアジア大会へのきっかけにもなっている。アジアからの参加は、出場20組の内、韓国・フィリピン・ホンコン・シンガポール・中国の5組。
- モザンビークから参加のシューディーの父親はモザンビーク建国の父と呼ばれた独立解放運動の革命家。シューディーの幼少に暗殺されている。
- ロックバンド・ドゥビーブラザースのメンバー・ジェフバックスターがビリー＆ビーターズで演奏し金賞受賞、発行部数100万部を超える平凡パンチ誌1981年4・27号にバンドが徳川家康の心と文化交流したロック写真と東京音楽祭金賞受賞の大見出し記事が掲載された。

## 世界大会出場以外の国内大会参加アーティスト
国内大会 (ゴールデンカナリー賞選出大会)
- 山崎アキラ「アローン・イン・ザ・ナイト」
- サーカス「アメリカン・フィーリング」
- 黛ジュン「風の大地の子守り唄」
- 因幡晃
- チェリッシュ
- 大塚博堂「トマトジュースで追いかえすのかい」
- アグネス・チャン「原野牧歌」
- SOAP「新宿トランスファー」
- L-E-V-E-L/レベル
- BAD SCINE

ゲスト/ゴダイゴ

## TV中継スタッフ
- 構成：福岡秀広
- 音楽：服部克久
- 指揮：長洲忠彦
- 演奏：高橋達也と東京ユニオン、クリエイトサウンド
- コーラス：タイムファイブ／コーラルエコー
- 訳詞：初信之介
- 技術：佐藤一郎
- 照明：橋本英一
- プロデューサー：渡辺正文、鎗居秀禎
- 演出：木崎武重
- 舞台監督：三角英一
- 中継担当：神保泰宏
- 製作著作：TBS